# Ørum Sogn (Thisted Kommune)
 For alternative betydninger, se Ørum Sogn. (Se også artikler, som begynder med Ørum Sogn)
Ørum Sogn er et sogn i Sydthy Provsti (Aalborg Stift).
I 1800-tallet var Ørum Sogn og Lodbjerg Sogn annekser til Hvidbjerg Vesten Å Sogn. Alle 3 sogne hørte til Hassing Herred i Thisted Amt. Hvidbjerg-Ørum-Lodbjerg sognekommune blev ved kommunalreformen i 1970 indlemmet i Sydthy Kommune, som ved strukturreformen i 2007 indgik i Thisted Kommune.
I Ørum Sogn ligger Ørum Kirke (Thisted Kommune).
I sognet findes følgende autoriserede stednavne:
- Hedegårde (bebyggelse)
- Lyskær Bakker (areal)
- Morup Mølle (bebyggelse)
- Storkær (areal, ejerlav)
- Svindborg (bebyggelse)
- Vilhelmsminde Mark (bebyggelse)
- Ørum (bebyggelse, ejerlav)